# Азізулхасні Аванг
Азізулхасні Аванг (малай. Azizulhasni Awang, нар. 5 січня 1988) — малайзійський велогонщик, срібний призер Олімпійських ігор 2020 року, бронзовий призер Олімпійських ігор 2016 року.

## Виступи на Олімпіадах
| Олімпіада           | Дисципліна       | Місце |
| ------------------- | ---------------- | ----- |
| Пекін 2008          | спринт           | 8     |
| Пекін 2008          | кейрін           | 10    |
| Пекін 2008          | командний спринт | 7     |
| Лондон 2012         | спринт           | 8     |
| Лондон 2012         | кейрін           | 6     |
| Ріо-де-Жанейро 2016 | кейрін           | 3     |
| Токіо 2020          | спринт           | 10    |
| Токіо 2020          | кейрін           | 2     |